# Mottgers
Mottgers ist ein Ortsteil der Gemeinde Sinntal im osthessischen Main-Kinzig-Kreis. Der Ort liegt im Tal der Schmalen Sinn, 10,5 km südöstlich von Schlüchtern.

## Geschichte

### Ortsgeschichte
Die älteste bekannte schriftliche Erwähnung von Mottgers erfolgte unter dem Namen Otekaresdorf  im Jahr 923, als Graf Hessi seinen gesamten Besitz in Mottgers dem Kloster Fulda schenkte. In erhaltenen Urkunden wurde Mottgers später unter den folgenden Namen erwähnt (in Klammern das Jahr der Erwähnung): Otekares (1167), Oetenkars (1317), Motkars (1355), Motgars (1358), Motiges (1494), Muttigers (1582) und Motgarts (1549).
1167 besaß die fuldische Filialgründung Kloster Schlüchtern das Dorf und den Zehent in Mottgers. In der Folge der Ort an die Herrschaft Hanau und damit später zur Grafschaft Hanau und schließlich zur Grafschaft Hanau-Münzenberg. Es war Teil des Gerichts Altengronau. Den Grafen von Hanau gelang es nicht, das Gericht Altengronau im Rahmen der Territorialisierung ihrer Grafschaft insgesamt in diese einzubinden. Der Einfluss anderer Adelshäuser blieb hier immer massiv präsent. So besaßen 1549 die von Thüngen in Mottgers den Zehenten. Nach dem Tod des letzten Hanauer Grafen, Johann Reinhard III., im Jahre 1736 erbten die Landgrafen von Hessen-Kassel die gesamte Grafschaft Hanau-Münzenberg. Mottgers gehörte so später zum Kurfürstentum Hessen und nach dessen Verwaltungsreform von 1821 zum Landkreis Schlüchtern und dem Justizamt Schwarzenfels.

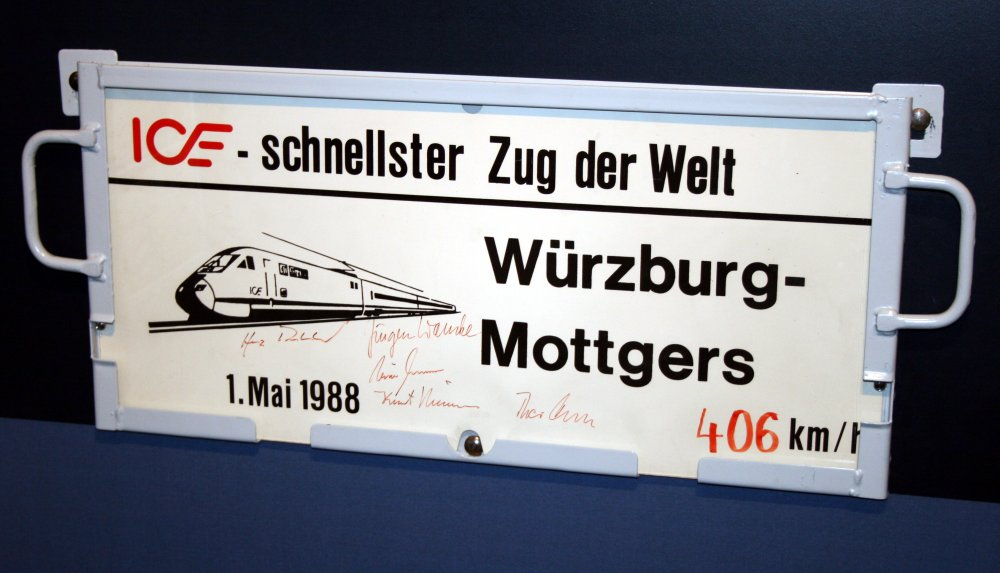
Zuglaufschild der Rekordfahrt

Am 1. Mai 1988 startete am Hauptbahnhof Würzburg eine Weltrekordfahrt des ICE-Prototypen InterCityExperimental. Der Triebzug erreichte auf dem speziell dafür ausgelegten Streckenabschnitt zwischen Würzburg und Mottgers eine Geschwindigkeit von 406,9 km/h und hielt damit den Weltrekord für Rad-Schienen-Fahrzeuge.
Hessische Gebietsreform (1970–1977)
Im Zuge der Gebietsreform in Hessen bildete sich zum 1. Juli 1972 die Gemeinde Sinntal durch den freiwilligen Zusammenschluss der bisher selbständigen Gemeinden Mottgers, Schwarzenfels und Weichersbach. Für Mottgers wurde, wie für die übrigen Ortsteile von Sinntal, ein für die übrigen Ortsteile ein Ortsbezirk mit Ortsbeirat und Ortsvorsteher nach der Hessischen Gemeindeordnung gebildet.

### Verwaltungsgeschichte im Überblick
Die folgende Liste zeigt die Staaten und Verwaltungseinheiten, denen Mottgers angehört(e):
- vor 1458: Heiliges Römisches Reich, Grafschaft Hanau
- ab 1458: Heiliges Römisches Reich, Grafschaft Hanau-Münzenberg, Amt Schwarzenfels
- ab 1643: Heiliges Römisches Reich, Landgrafschaft Hessen-Kassel (als Pfand), Grafschaft Hanau-Münzenberg, Amt Schwarzenfels
- ab 1803: Heiliges Römisches Reich, Landgrafschaft Hessen-Kassel, Fürstentum Hanau, Amt Schwarzenfels[Anm. 2]
- 1806–1810: Kaiserreich Frankreich,[Anm. 3] Fürstentum Hanau, Amt Schwarzenfels (Militärverwaltung)
- 1810–1813: Großherzogtum Frankfurt, Departement Hanau, Distrikt Schwarzenfels
- ab 1816: Kurfürstentum Hessen,[Anm. 4] Fürstentum Hanau, Amt Schwarzenfels[7]
- ab 1821/22: Kurfürstentum Hessen, Provinz Hanau, Kreis Schlüchtern[8][Anm. 5]
- ab 1848: Kurfürstentum Hessen, Bezirk Hanau
- ab 1851: Kurfürstentum Hessen, Provinz Hanau, Kreis Schlüchtern
- ab 1867: Königreich Preußen,[Anm. 6] Provinz Hessen-Nassau, Regierungsbezirk Kassel, Kreis Schlüchtern
- ab 1871: Deutsches Reich, Königreich Preußen, Provinz Hessen-Nassau, Regierungsbezirk Kassel, Kreis Schlüchtern
- ab 1918: Deutsches Reich (Weimarer Republik), Freistaat Preußen, Provinz Hessen-Nassau, Regierungsbezirk Kassel, Kreis Schlüchtern
- ab 1944: Deutsches Reich, Freistaat Preußen, Provinz Nassau, Landkreis Schlüchtern
- ab 1945: Amerikanische Besatzungszone,[Anm. 7] Groß-Hessen, Regierungsbezirk Wiesbaden, Landkreis Schlüchtern
- ab 1946: Amerikanische Besatzungszone, Hessen, Regierungsbezirk Wiesbaden, Landkreis Schlüchtern
- ab 1949: Bundesrepublik Deutschland, Hessen, Regierungsbezirk Wiesbaden, Landkreis Schlüchtern
- ab 1968: Bundesrepublik Deutschland, Hessen, Regierungsbezirk Darmstadt, Landkreis Schlüchtern
- ab 1972: Bundesrepublik Deutschland, Hessen, Regierungsbezirk Darmstadt, Landkreis Schlüchtern, Gemeinde Sinntal[Anm. 8]
- ab 1974: Bundesrepublik Deutschland, Hessen, Regierungsbezirk Darmstadt, Main-Kinzig-Kreis, Gemeinde Sinntal

### Kirchliche Verhältnisse
1167 gehörte das Dorf zur Pfarrei Ramholz des Klosters Schlüchtern. 1549 umfasste seine Pfarrei die Dörfer Oberzell, Schwarzenfels, Weichersbach und Züntersbach. Damals besaß das Kloster Schlüchtern das Kirchenpatronat. Heute hat Mottgers zwei Kirchen, eine evangelische Kirche, die sich direkt im Ort befindet, und eine katholische, die sich im Siedlungsgebiet befindet. Dabei ist die evangelische Kirche die größere von beiden, da in Mottgers mehr Protestanten als Katholiken leben. Die evangelische Kirche ist auch die Hauptkirche der Kirchengemeinde Weichersbach-Schwarzenfels-Mottgers, da in Mottgers auch das evangelische Pfarramt steht.

## Bevölkerung

### Einwohnerstruktur 2011
Nach den Erhebungen des Zensus 2011 lebten am Stichtag dem 9. Mai 2011 in Mottgers 690 Einwohner. Darunter waren 18 (2,6 %) Ausländer.
Nach dem Lebensalter waren 120 Einwohner unter 18 Jahren, 276 zwischen 18 und 49, 150 zwischen 50 und 64 und 144 Einwohner waren älter. Die Einwohner lebten in 291 Haushalten. Davon waren 69 Singlehaushalte, 87 Paare ohne Kinder und 105 Paare mit Kindern, sowie 24 Alleinerziehende und 6 Wohngemeinschaften. In 63 Haushalten lebten ausschließlich Senioren und in 163 Haushaltungen lebten keine Senioren.

### Einwohnerentwicklung
| Quelle: Historisches Ortslexikon |                                 |
| • 1587:                          | 27 Schützen, 7 Spießer          |
| • 1812:                          | 111 Feuerstellen, 582 Einwohner |

| Mottgers: Einwohnerzahlen von 1812 bis 2020 | Mottgers: Einwohnerzahlen von 1812 bis 2020 | Mottgers: Einwohnerzahlen von 1812 bis 2020 | Mottgers: Einwohnerzahlen von 1812 bis 2020 | Mottgers: Einwohnerzahlen von 1812 bis 2020 |
| --- | ------------------------------------------- | ------------------------------------------- | ------------------------------------------- | ------------------------------------------- |
| Jahr |                                             |                                             |                                             | Einwohner                                   |
| 1812 | 1812                                        |                                             | 582                                         | 582                                         |
| 1834 | 1834                                        |                                             | 803                                         | 803                                         |
| 1840 | 1840                                        |                                             | 848                                         | 848                                         |
| 1846 | 1846                                        |                                             | 896                                         | 896                                         |
| 1852 | 1852                                        |                                             | 835                                         | 835                                         |
| 1858 | 1858                                        |                                             | 803                                         | 803                                         |
| 1864 | 1864                                        |                                             | 696                                         | 696                                         |
| 1871 | 1871                                        |                                             | 862                                         | 862                                         |
| 1875 | 1875                                        |                                             | 629                                         | 629                                         |
| 1885 | 1885                                        |                                             | 567                                         | 567                                         |
| 1895 | 1895                                        |                                             | 525                                         | 525                                         |
| 1905 | 1905                                        |                                             | 597                                         | 597                                         |
| 1910 | 1910                                        |                                             | 615                                         | 615                                         |
| 1925 | 1925                                        |                                             | 595                                         | 595                                         |
| 1939 | 1939                                        |                                             | 812                                         | 812                                         |
| 1946 | 1946                                        |                                             | 883                                         | 883                                         |
| 1950 | 1950                                        |                                             | 895                                         | 895                                         |
| 1956 | 1956                                        |                                             | 802                                         | 802                                         |
| 1961 | 1961                                        |                                             | 755                                         | 755                                         |
| 1967 | 1967                                        |                                             | 754                                         | 754                                         |
| 1970 | 1970                                        |                                             | 717                                         | 717                                         |
| 1979 | 1979                                        |                                             | 827                                         | 827                                         |
| 1990 | 1990                                        |                                             | 895                                         | 895                                         |
| 1995 | 1995                                        |                                             | 826                                         | 826                                         |
| 2000 | 2000                                        |                                             | 777                                         | 777                                         |
| 2005 | 2005                                        |                                             | 763                                         | 763                                         |
| 2010 | 2010                                        |                                             | 726                                         | 726                                         |
| 2011 | 2011                                        |                                             | 690                                         | 690                                         |
| 2015 | 2015                                        |                                             | 687                                         | 687                                         |
| 2020 | 2020                                        |                                             | 669                                         | 669                                         |
| Datenquelle: Historisches Gemeindeverzeichnis für Hessen: Die Bevölkerung der Gemeinden 1834 bis 1967. Wiesbaden: Hessisches Statistisches Landesamt, 1968. Weitere Quellen: LAGIS; nach 1970: Gemeinde Sinntal; Zensus 2011 |                                             |                                             |                                             |                                             |

### Historische Religionszugehörigkeit
| • 1885: | 543 evangelische (= 97,14 %), 9 katholische (= 1,61 %), 7 jüdische (= 1,25 %) Einwohner |
| • 1961: | 594 evangelische (= 78,68 %), 157 katholische (= 20,79 %) Einwohner                     |

## Wirtschaft und Infrastruktur

### Unternehmen
Im Dorf existiert ein Werk des Wohnwagenherstellers Knaus Tabbert. Nachdem das Unternehmen zum 1. Januar 2009 von der niederländischen Investmentgesellschaft HTP Investments übernommen wurde, war die Zukunft des Produktionsstandortes Mottgers zunächst unklar. Im September 2013 wurde nach gut 15 Monaten Bauzeit eine neue Produktionshalle in Betrieb genommen. Nach eigenen Angaben lag die Gesamtinvestition bei ca. sechs Millionen Euro.

### Verkehr
Die nächsten Bahnhöfe liegen an der Bahnstrecke Flieden–Gemünden und befinden sich in Jossa und Sterbfritz. Die Schnellfahrstrecke Hannover–Würzburg unterquert die Neubausiedlung von Mottgers. Der Betriebsbahnhof Mottgers liegt ebenfalls auf dem Gebiet vom Mottgers.
Eine projektierte Verbindungskurve zwischen der Kinzigtalbahn und der Schnellfahrstrecke trägt die Bezeichnung Mottgers-Spange.
Mottgers liegt an den Buslinien MKK-91 (Schlüchtern Bahnhof - Sterbfritz - Mottgers - Jossa (- Marjoß)), MKK-96 (Züntersbach - Schwarzenfels - Sterbfritz - Schlüchtern Untertor) und MKK-97 (Züntersbach - Weichersbach - Altengronau), die an den Haltestellen Mottgers Mittelstraße (MKK-91/MKK-97) zentral im Ort und Mottgers Brückenstraße (MKK-91/MKK96/MKK97) in dem Siedlungsgebiet halten. Auch am Wochenende verkehren drei bis vier Busse am Tag der Linie MKK-91 pro Richtung (zum bzw. vom Bahnhof in Schlüchtern). Die Busse enden an der Haltestelle Mottgers Brückenstraße, drehen dort und fahren zurück nach Schlüchtern. Damit ist Mottgers der einzige Ort im echten Sinn-Tal, der auch wochenends mit dem Bus zu erreichen ist.

### Bildung
Mottgers hat eine eigene Grundschule. Im Jahre 2011 wurde der alte Schulbau in der Dorfmitte (Brückenstraße 2) abgerissen und durch einen Neubau ersetzt. Dieser umfasst 335 m² und erwirtschaftet einen Teil seiner Energie durch Solarzellen. Für diesen Neubau wurden knapp 950.000 € investiert. Wegen der geringen Schülerzahlen in den Ortsteilen der Gemeinde Sinntal wurde über die Schließung von einzelnen Grundschulen nachgedacht. Auch Mottgers stand im Gespräch, geschlossen zu werden. Dies konnte allerdings abgewendet werden. Die Grundschule Mottgers hat ihren eigenen Förderverein.